# W̥
Cette page contient des caractères spéciaux ou non latins. S’ils s’affichent mal (▯, ?, etc.), consultez la page d’aide Unicode.
W̥ (minuscule : w̥), ou W rond souscrit, était une lettre latine additionnelle utilisée dans certaines transcriptions phonétiques de langue amérindiennes de Colombie britannique ou dans l’écriture du purisimeño. Il s’agit de la lettre W diacritée d’un rond souscrit.

## Utilisation
Le W rond souscrit est ‹ w̥ › parfois utilisé dans la transcription phonétique du comox, notamment dans un ouvrage de Susan Jane Blake de 2001 pour représenter une consonne spirante labio-vélaire sourde [ʍ].
Dans l’orthographie du purisimeño, le w̥ est utilisé pour représenter une semi-consonne dévoisée suivant la notation phonétique américaniste recommandée par WIELD (Western Institute for Endangered Language Documentation).

## Représentations informatiques
Le W rond souscrit peut être représenté avec les caractères Unicode (latin de base, diacritiques) suivants :
| formes    | représentations | chaînes de caractères | points de code | descriptions                                        |
| --------- | --------------- | --------------------- | -------------- | --------------------------------------------------- |
| capitale  | W̥               | W◌̥                    | U+0057 U+0325  | lettre majuscule latine w diacritique rond souscrit |
| minuscule | w̥               | w◌̥                    | U+0077 U+0325  | lettre minuscule latine w diacritique rond souscrit |